# Матузинюш
 Тази статия е за града в Португалия.  За общината вижте Матузинюш (община).  
Матузинюш (на португалски: Matosinhos) е град в североизточна Португалия, административен център на община Матузинюш в окръг Порту. Населението му е около 31 000 души (2011).
Разположен е на 24 метра надморска височина на брега на Атлантическия океан, на 5 километра северно от устието на Доуро и на 8 километра северозападно от центъра на Порту. Селището се споменава за пръв път през 1258 година. Днес до него е разположено голямото морско пристанище Леишоиш. В града се намира клубът „Леишоиш Спорт Клуб“